# National Society of Film Critics Awards 2017
La 51ª edizione dei National Society of Film Critics Awards, annunciati il 7 gennaio 2017, ha premiato i migliori film del 2016 secondo i membri della National Society of Film Critics (NSFC).

## Vincitori
A seguire vengono indicati i vincitori, in grassetto, e gli altri classificati, ciascuno col numero di voti ricevuti (tra parentesi):

### Miglior film
1. Moonlight, regia di Barry Jenkins (54)
2. Manchester by the Sea, regia di Kenneth Lonergan (39)
3. La La Land, regia di Damien Chazelle (31)

### Miglior regista
1. Barry Jenkins - Moonlight (53)
2. Damien Chazelle - La La Land (37)
3. Kenneth Lonergan - Manchester by the Sea (23)

### Miglior attore
1. Casey Affleck - Manchester by the Sea (65)
2. Denzel Washington - Barriere (Fences) (21)
3. Adam Driver - Paterson (20)

### Miglior attrice
1. Isabelle Huppert - Le cose che verranno (L'Avenir) e Elle (49)
2. Annette Bening - Le donne della mia vita (20th Century Women) (44)
3. Sandra Hüller - Vi presento Toni Erdmann (Toni Erdmann) (24)

### Miglior attore non protagonista
1. Mahershala Ali - Moonlight (72)
2. Jeff Bridges - Hell or High Water (18)
3. Michael Shannon - Animali notturni (Nocturnal Animals) (14)

### Miglior attrice non protagonista
1. Michelle Williams - Manchester by the Sea (58)
2. Lily Gladstone - Certain Women (45)
3. Naomie Harris - Moonlight (25)

### Miglior sceneggiatura
1. Kenneth Lonergan - Manchester by the Sea (61)
2. Barry Jenkins - Moonlight (39)
3. Taylor Sheridan - Hell or High Water (16)

### Miglior fotografia
1. James Laxton - Moonlight (52)
2. Linus Sandgren - La La Land (27)
3. Rodrigo Prieto - Silence (23)

### Miglior film in lingua straniera
1. Vi presento Toni Erdmann (Toni Erdmann), regia di Maren Ade (Germania) (52)
2. Mademoiselle (Agassi), regia di Park Chan-wook (Corea del Sud) (26)
3. Le cose che verranno (L'Avenir), regia di Mia Hansen-Løve (Francia) (19) ex aequo con Elle, regia di Paul Verhoeven (Francia) (19)

### Miglior documentario
1. O.J.: Made in America, regia di Ezra Edelman (64)
2. I Am Not Your Negro, regia di Raoul Peck (36)
3. XIII emendamento (13th), regia di Ava DuVernay (20)

### Film Heritage Award
- Kino Lorber per la loro collezione home video in 5 dischi Pioneers of African-American Cinema[2]

### Miglior film in attesa di una distribuzione statunitense
- Sieranevada, regia di Cristi Puiu (Romania)